# Gonia porca
Gonia porca är en tvåvingeart som beskrevs av Samuel Wendell Williston  1887. Gonia porca ingår i släktet Gonia och familjen parasitflugor. Inga underarter finns listade i Catalogue of Life.